# Jalbun
Jalbun (àrab: جلبون, Jalbūn) és una vila palestina de la governació de Jenin a Cisjordània al nord de la vall del Jordà, 13 kilòmetres a l'est de Jenin. Segons el cens de l'Oficina Central Palestina d'Estadístiques (PCBS), Jalbun tenia 2.493 habitants en 2007. Les instal·lacions sanitàries de Jalbun són descrites pel Ministeri de Salut com de nivell 2.

## Història

### Època otomana
En 1870 Victor Guérin va trobar que Jalbun era dividida en dos barris, amb cases fetes de tova. Al centre hi havia una antiga mesquita, situada d'est a oest, on Guérin afirmava que hi havia estat una església. Hi havia antigues cisternes excavades entre les roques.
En 1882 Jalbun va ser descrita com a “un petit poble en una posició remota en un dels estreps del Guilboa. Està envoltat de terra arada i construïda de fang i pedra, i se subministra mitjançant cisternes”,” en el Survey of Western Palestine del Fons per a l'Exploració de Palestina.

### Època del Mandat Britànic
En el cens de Palestina de 1922, encarregat per les autoritats del Mandat Britànic de Palestina, Jalbun tenia 410 habitants,; 405 musulmans i 5 cristians, on tots els cristians eren ortodoxos. La població es va incrementar en el cens de 1931 a 564 habitants, tots musulmans, en un total de 119 cases.
En 1944/5 la població de Jalbun, (inclosa Kh. el Mujaddaa) era de 610 habitants, tots musulmans, amb 33,959 dúnams de terra, segons un cens oficial de terra i població. 243 dúnams eren usats per plantacions i terra de rec, 19,104 per a cereals, i 25 dúnams eren sòl edificat.

### Després de 1948
Com a conseqüència de la guerra araboisraeliana de 1948 i dels acords d'armistici araboisraelians de 1949, Jalbun va passar a mans de Jordània.
Les forces israelianes van atacar el poble de Jalbun, amb armes curtes, el 5 de desembre de 1949, van expulsar els habitants del seu poble i causaren víctimes mortals entre els vilatans. El govern jordà va protestar enèrgicament contra l'acció israeliana injustificada i va cridar al secretari general de l'ONU per notificar al Consell de Seguretat de les Nacions Unides per prendre mesures ràpides i estrictes per retornar palestins expulsats al seu poble, que els tornessin les seves pertinences robades, i compensar els vilatans de totes les pèrdues i danys.
Després de la Guerra dels Sis Dies de 1967, Jabun va restar sota ocupació israeliana.